# Lauren Barfield
Lauren Barfield (Tacoma, 15 de março de 1990) é uma voleibolista profissional americano, que joga na posição central.

## Títulos
Clubes
Campeonato Austríaco:
- 2013

Campeonato Alemanha:
- 2017, 2018[2]
- 2019

Supercopa Alemanha:
- 2017, 2018, 2019, 2020

Copa Alemanha:
- 2019, 2021[3]